# Авиловский
Авиловский — посёлок в Камышинском районе Волгоградской области России, в составе городского поселения Петров Вал.
Население — 43 чел. (2021)

## История
Основан как немецкий хутор Ней-Гейм. Дата основания хутора не установлена. До 1935 года — в составе Каменского кантона АССР немцев Поволжья. В 1935 году передан в состав Эрленбахского кантона.
После депортации немцев и упразднения АССР немцев Поволжья хутор Нейгейм в составе Мариенфельдского сельсовета Эрленбахского кантона передан Сталинградской области. Дата переименования не установлена. По состоянию на 1945 год хутор Нейгейм значится в составе Новониколаевского сельсовета (бывший Мариенфельдский сельсовет) Ременниковского района (бывший — Эрленбахский кантон). В 1948 году в составе Новониколаевского сельсовета передан Ждановскому району. С 1963 года — в составе Котовского района. Согласно решению Волгоградского облисполкома от 06 августа 1968 года № 25/1032 посёлок Авиловский был передан из административного подчинения Купцовского сельского Совета Котовского района в подчинение Петров-Вальского поселкового Совета г. Камышина.

## Общая физико-географическая характеристика
Посёлок расположен в степной местности, в пределах Приволжской возвышенности, являющейся частью Восточно-Европейской равнины, на левом берегу реки Мокрая Ольховка, на высоте около 105 метров над уровнем моря. Почвы тёмно-каштановые солонцеватые и солончаковые.
Подъездная дорога с твёрдым покрытием к посёлку отсутствует. По автомобильным дорогам расстояние до районного центра города Камышин — 29 км, до областного центра города Волгоград — 200 км, до ближайшего города Петров Вал — 13 км. Близ посёлка расположена станция Авилово железнодорожной ветки Балашов I — Петров Вал Приволжской железной дороги.

## Население
| 2010 | 2012 | 2013 | 2014 | 2015 | 2016 | 2017 |
| ---- | ---- | ---- | ---- | ---- | ---- | ---- |
| 2    | ↘1   | ↘0   | →0   | →0   | →0   | →0   |
| 2018 | 2019 | 2020 | 2021 |      |      |      |
| ↗1   | →1   | →1   | ↗43  |      |      |      |